# КК БФЦ Беочин
КК БФЦ Беочин је био кошаркашки клуб из Беочина, Србија. 

## Историја
Клуб је основан 1970. као КК Цемент, а основала га је група младића предвођена Петром Тресиглавићем. Цемент се наредних година такмичио у нижим лигама. Године 1989. клуб преузима привредник Борислав Кондић и мења му назив у КК Елконд. Од тада почињу да се ређају успеси и клуб стиже до савезног ранга такмичења. Тада клуб мења назив у КК БФЦ, по главном спонзору Беочинској фабрици цемента, а под тим именом постиже најбоље резултате. У сезони 1993/94. улази у Прву лигу СРЈ, а прву сезону 1994/95. завршава на 4. месту. Већ у другој сезони 1995/96., након освојеног 3. места у лигашком делу такмичења, клуб стиже до финала плеј-офа под вођством тренера Мирослава Николића. Тамо га је чекао београдски Партизан, али након што је БФЦ победио у прве две утакмице и повео 2-0 у серији, изгубио је наредне три и Партизан је освојио титулу. Такође треба нагласити да је БФЦ све домаће утакмице играо у Новом Саду, због недостатка одговарајуће спортске хале у Беочину. 
Клуб је одиграо још само сезону 1996/97, када је завршио на 5. месту у Првој лиги, пре него што се 1997. због финансијских и разних других проблема клуб угасио, тачније фузионисао са КК Војводином из Новог Сада, која је исте сезоне требало да испадне из Прве лиге, па је овим потезом сачувала прволигашки статус.
Исте 1997. године је основан нови клуб КК Беочин, који се усмерио на рад са млађим категоријама, а такође женска сениорска екипа се такмичи у Првој Б лиги Србије.

## Успеси
- Прва лига СР Југославије
  - Вицепрвак (1): 1995/96.

## Познати бивши играчи
- Миленко Топић
- Владимир Кузмановић
- Жељко Топаловић
- Александар Смиљанић
- Зоран Стојиљковић